# Gejša
Gejše (芸者) (/ˈɡeɪʃə/; japonsko: [ɡeːɕa]), znana tudi kot geiko (芸子) (v Kjotu in Kanazavi) ali geigi (芸妓), so razred japonskih umetnic in zabavljačic, ki so usposobljene za tradicionalne japonske sloge uprizoritvenih umetnosti, kot so ples, glasba in petje, ter so izkušene sogovornice in voditeljice. Za njihov izrazit videz so značilni dolgi, vlečni kimoni, tradicionalne pričeske in oširoi ličila. Gejše zabavajo na zabavah, znanih kot ozašiki, pogosto za zabavo premožnih strank, pa tudi na odrih in festivalih.
Sodobne gejše niso prostitutke. Ta napačna predstava je nastala zaradi mešanja japonskih kurtizan (oiran), ponazoritvene oiran, obstoječih tajū in prostitutk, ki so zgodovinsko prav tako nosile kimono. Prva ženska gejša se je pojavila leta 1751, pri čemer so bile gejše pred tem moški izvajalci, ki so zabavali goste v prostorih za užitek; šele pozneje so za poklic postale značilne predvsem ženske delavke.
Umetnosti, ki jih izvajajo gejše, veljajo za visoko razvite in v nekaterih primerih edinstvene po vsej Japonski v svetu gejš. Na primer, okrožje Gion v Kjotu je edino okrožje, kjer se poučuje japonski tradicionalni ples kjo-mai. Šola Inoue tega sloga plesa poučuje le gejše v okrožju, pri čemer je nekdanjega vodjo šole Inoue Jačijo V. japonska vlada razglasila za »živi nacionalni zaklad«, kar je najvišja umetniška nagrada, ki jo je mogoče doseči v državi, leta 1955.
Slikovit opis maike je podala upokojena gejša Mineko Ivasaki v svoji knjigi Jaz, gejša: »Maiko v popolni opravi je najboljši približek japonskega ideala ženske lepote. /.../ Njen obraz je popoln oval. Njena koža je bela in brezmadežna, lasje črni kot krokarjevo krilo. Njene obrvi sta polmeseca, usta nežen rožni popek. Njen vrat je dolg in čuten, postava nežno zaobljena«.

## Etimologija in terminologija
Za opis poklica in skupnosti, v kateri gejše živijo in delajo, se uporabljajo številni izrazi. Čeprav ima vsak svoj poseben pomen in prevod, se nekateri uporabljajo izmenično za opis celotne skupnosti gejš, na primer hanamači in karjūkai.

Geiko
Regionalni izraz za gejšo z nekoliko drugačnim pomenom. Geiko je izraz, ki se uporablja za opis gejš na zahodu Japonske, vključno s Kjotom in Kanazavo. Ta izraz se neposredno prevede kot »umetniška ženska« in je del kjotskega narečja, ki ga govorijo gejše v Kjotu in na zahodu Japonske.

Gejša (芸者)
Tradicionalna hostesa, zabavljačica in izvajalka. Beseda gejša je sestavljena iz dveh kandžijev: gei (芸, kar pomeni »umetnost«) in ša (者, kar pomeni »oseba« ali »delavec«). Najbolj dobeseden prevod besede gejša bi bil »umetnik«, »nastopajoči umetnik« ali »obrtnik«.

Gokagai (五花街, lit. »pet mest cvetja«)
Pet okrožij gejš v Kjotu; Gion Kobu in Gion Higashi, Ponto-čō, Mijagava-čō in Kamišičiken. Kjoto je prej imel šest hanamačijev, pri čemer je Šimabara, nekdanja četrt rdečih luči in gejš, v 1970-ih še vedno veljala za aktivno hanamači. Danes je Šimabara dejavna le kot gostitelj za tajū, ki velja za zabavljaču podobne vrste kot gejše, vendar okrožje še vedno ne velja za aktivno hanamači.}}

Hanamači (花街, lit. cvetlično mesto)
Okrožje, kjer gejša dela, je povezana in potencialno živi. Gejše na splošno ne delajo zunaj svojega hanamačija, čeprav jih lahko stranke pokličejo za posebne priložnosti v drugih okrožjih ali na izletih – ne glede na to, kako daleč so – v kraje zunaj karjūkaija.}}

Han-gjoku (半玉, lit. pol-dragulj)
Izraz za vajenko gejšo v nekaterih regijah Japonske, kot je Tokio. Izraz han-gjoku pomeni »pol-dragulj«, ki se nanaša na enega od izrazov za plačilo gejše, »denar za dragulje«.}}

Kagai (花街, lit. cvetlično mesto)
Alternativni izraz za okrožja, v katerih živijo in delajo gejše; zamenljiv s karjūkai.

Karyūkai (花柳界, lit. cvetlični in vrbov svet)
Skupnost ali družba, v kateri gejše živijo. V današnjem času se ta izraz nanaša samo na svet gejš, pa tudi na nekaj preostalih tajū; pred zatonom in končnim izginotjem oiran se je izraz karjūkai nanašal na zabaviščna okrožja ("svet") tako gejš kot kurtizan, pri čemer je oiran deloval kot "rože", domnevno zaradi njihovega lepega in vpadljivega videza, gejše pa so bile subtilnejše "vrbe".}}

Maiko (舞妓)
Najpogostejši izraz za vajenko gejšo, v prevodu »ženska plesa«.

Minarai (見習い, lit. učenje z opazovanjem)
Druga tipična stopnja treninga maiko in korak, ki vedno sledi šikomiju. Minarai nosi različico maiko obleke, s krajšim obijem, krajšimi kimono rokavi in več dodatki za lase (kanzaši).
}}

Minarai-džaja
V obdobju 00minarajev bo vajenka prejela usposabljanje v eni posebni čajnici, imenovani minarai-džaja.
Mizu šōbai (水商売, lit. posel z vodo)
Evfemistični izraz, ki se uporablja za opis zabave in četrti rdečih luči na Japonskem, vključno s svetovi kabuki igralcev in gejš.}}

Očaja (お茶屋, lit. Čajnica)
Čeprav se gejše lahko zabavajo v svojih okijah, restavracijah ali gostilnah, bodo goste običajno zabavale v čajnici.

Okija (置屋)
Prenočišče gejš. Vse gejše morajo biti registrirane pri okiji, čeprav vse gejše ne živijo v svoji okiji vsak dan. Okija običajno vodijo ženske, med katerimi so mnoge tudi same bivše gejše. Gejša lahko zabava goste v svoji okiji.

Ozašiki (お座敷)
Izraz za angažmaje gejše, ki lahko trajajo del ali celoten večer. Izraz ozašiki združuje ime za sobo za bankete, zašiki (座敷), in častno predpono o- (お), pri čemer spremeni pomen v izraz, ki se nanaša izključno na zaroke, ki jih sprejme gejša.

Šikomi (仕込み, »priprave« ali »trening«)
Tipična prva stopnja maikinega treninga. Šikomi nosijo kimono, čeprav ne nosijo dovršene obleke, pričeske in ličila kot polnopravne maiko.

Tōde (dob. »oddaljeni izleti«)
Zaroke z gejšami se ne izvajajo v pooblaščenih restavracijah, čajnicah ali lastnem hanamačiju gejš.

## Zgodovina

### Izvor
V zgodnjih fazah japonske zgodovine so bile saburuko (dekleta, ki strežejo) večinoma tavajoča dekleta, katerih družine je razselila vojna. Nekatere od teh deklet so ponujale spolne storitve za denar, medtem ko so druge z boljšo izobrazbo naredile življenje z zabavo na družabnih srečanjih visokega razreda.
Potem ko je cesarski dvor leta 794 preselil prestolnico v Heian-kjo (sodobni Kjoto), so se začeli razvijati vidiki zdaj že tradicionalnih japonskih umetniških oblik in estetskih idealov, ki bodo kasneje prispevali k pogojem, v katerih se je pojavil poklic gejše. Usposobljene ženske izvajalke, kot so širabjōši (japonske zabavljačice v obdobjih Heian in Kamakura, ki so pele pesmi in izvajale plese), so uspevale pod cesarskim dvorom in ustvarile tradicijo ženskega plesa in predstave, ki je kasneje pripeljala do razvoja gejš in kabuki igralcev.
V obdobju Heian ideali, ki obkrožajo odnose z ženskami, spolne ali druge, niso poudarjali zvestobe, saj je poroka na dvoru Heian veljala za razmeroma priložnostno ureditev. Moški niso bili prisiljeni biti zvesti svojim ženam, idealna žena pa je bila skromna mati, ki je vodila hišne zadeve, po konfucijanskih običajih, po katerih je bila ljubezen drugotnega pomena glede na druge vloge, ki jih je žena opravljala v zakonu. Kot take so kurtizane – ki niso zagotavljale samo spolnega užitka, ampak tudi romantično navezanost in umetniško zabavo – veljale kot izhod za moške in običajne spremljevalke. Čeprav se gejše niso pojavile do 19. stoletja, sta bila vloga in status kurtizan kot umetniških in romantičnih zabavljačic tradicija, ki so jo gejše podedovale, pri čemer so osnovne umetniške oblike zabavanja gostov s pesmijo, plesom in pogovorom uporabljale in prilagajale sodobnim okusom. gejša
Obzidane četrti za užitek, znane kot jūkaku (遊廓/遊郭), so bile zgrajene v 16. stoletju, pri čemer je šogunat leta 1617 označil prostitucijo za nezakonito izvajanje zunaj teh »četrti za užitek«. Znotraj četrti so bili jūdžo (遊女, »[ženske] užitkov«) – izraz, ki se uporablja za označevanje prostitutk kot celote – razvrščeni in licencirani, katerih zgornji sloji so bili imenovani oiran, kategorija s svojim notranji rangi, od katerih je bil najvišji tajū.
Čeprav ženske v nižjih rangih jūdžo niso zagotavljale toliko umetniške zabave kot spolne, so oiranke, medtem ko so bile še prostitutke, vključevale tudi tradicionalne umetnosti kot ključni vidik svoje zabave, katerih praksa se je precej razlikovala od prakse gejš. Ker so oiran veljale za pripadnice plemstva na nižjem položaju, so bili inštrumenti, na katere so igrale in pesmi, ki so jih pele, pogosto omejene na tiste, ki so veljali za dovolj »ugledne« za višje sloje. To je običajno pomenilo, da je oiran pela dolge, tradicionalne balade (nagauta (lit. »dolge pesmi«)) in igrala na inštrumente, kot sta kokjū (vrsta strunskega glasbila) in koto (13-strunska harfa).
Nekateri jūdžo pa so uprizarjali tudi gledališke igre, plese in skeče; ena takih oseb je bil Izumo no Okuni, čigar gledališke predstave na suhi strugi reke Kamo veljajo za začetke kabuki gledališča.

### Pojav gejše v 18. stoletju
Po ustanovitvi šogunata v 17. stoletju so četrti za užitek hitro postale priljubljena zabaviščna središča, ki so razvila lastne dodatne oblike zabave zunaj seksa. Visoko uspešne kurtizane teh okrožij so zabavale svoje stranke s plesom, petjem in igranjem glasbe. Nekatere so bili tudi znani pesniki in kaligrafi; razvoj kulturne umetnosti v četrtih za užitek je privedel do vzpona oiran, ki so veljale za slavne osebe svojega časa.
Na prelomu 18. stoletja so se začele pojavljati prve gejše ali predhodnice gejš, ki so nastopale za goste zabaviščnih četrti; te zabavljačice, ki so poskrbele za pesem in ples, so se razvile iz številnih virov. Nekatere gejše, ki so bile nekaj podobnega potujočim zabavljačem, ki so hodili od zabave do zabave, so bili moški, ki so s pesmijo in plesom zabavali stranke kurtizan. Istočasno so se razvile  predhodnice ženskih gejš, najstnice odoriko ("plesalke"), izurile in najemale kot čiste plesalke za najem v teh prostorih za užitek. Poleg tega so se nekatere kurtizane, ki jim je potekla pogodba v prostorih za razvedrilo, odločile, da ostanejo, da bi poskrbele za glasbeno zabavo gostov, pri čemer so uporabile veščine, ki so jih prej razvile kot del svojega dela.
V 1680-ih so odoriko postali priljubljeni zabavljači in so bili pogosto plačani za nastope v zasebnih domovih samurajev iz višjega razreda; do začetka 18. stoletja so mnogi od teh odoriko začele ponujati tudi spolne storitve in čistokrvne predstave. Izvajalke, ki niso bile več najstnice (in niso mogle več oblikovati odoriko), so dobile druge nazive, da bi lahko nadaljevale z delom – eden je bil »gejša«, po moških zabavljačih tistega časa.
Prva ženska, za katero je znano, da se je imenovala gejša, je bila prostitutka iz Fukagave, približno okoli leta 1750, ki je postala spretna pevka in igralka šamisena. Gejša, ki si je nadela ime Kikuja, je postala takojšnja uspešnica, kar je prineslo večjo popularnost ideji ženske gejše. V naslednjih dveh desetletjih so ženske gejše postale dobro znane po svojih talentih kot same zabavljačice; te izvajalke so pogosto delale v istih obratih kot moške gejše.

### Gejša od 19. stoletja do danes
Do leta 1800 je bil poklic gejše razumljen kot skoraj v celoti ženski in je bil ustanovljen kot posebna vloga sama po sebi; vendar pa gejše skozi različne točke v obdobju Edo niso mogle delati zunaj četrti za užitek, na kar so vplivale reforme, katerih cilj je bil omejiti ali zapreti četrti za užitek. Te reforme so bile pogosto nedosledne in so bile ob različnih časih razveljavljene.
Ko so bile ustanovljene kot samostojni poklic, so bili uvedeni številni edikti, da bi zaščitili posel kurtizan in ločili oba poklica. Gejšam je bilo najprej prepovedano prodajati seks, čeprav so mnoge to še naprej počele; če je kurtizana obtožila gejšo, da ji je ukradla stranke in posel s seksom in zabavo, je bila uvedena uradna preiskava, s katero bi lahko gejša izgubila pravico do opravljanja tega poklica. Gejšam je bilo prav tako prepovedano nositi posebej kričeče lasnice ali kimono, kar je bilo zaščitni znak višjih kurtizan, ki so veljale za del višjih slojev.
Kljub uradnemu statusu zabavljačev nižjega razreda so gejše še naprej postajale priljubljene. Medtem ko so kurtizane obstajale, da bi zadovoljile potrebe moških iz višjega razreda (ki jih ni bilo mogoče opazovati, da bi obiskali prostitutko iz nižjega razreda), in so prostitutke zadovoljevale spolne potrebe moških iz nižjega razreda, je to pustilo vrzel v usposobljenih in prefinjenih zabavljačih za nastajajoči trgovski razredi, ki, čeprav so bili premožni, zaradi svojega družbenega razreda niso mogli dostopati do kurtizan. Tudi status kurtizan kot zvezdnic in modnih razsodnic se je močno zmanjšal; umetniške oblike, ki so jih izvajale, so postale trdo cenjene relikvije višjih slojev, tako kot njihov način govora in njihov vse bolj kričeč videz. V nasprotju s tem so se mači gejše (dobesedno »mestne gejše«) začele uspešno uveljavljati kot svetovljanske, vrhunske zabavljače, bolj umetniško drzne od svojih registriranih sestričen in so lahko prihajale in odhajale ter se oblačile, kakor se jim je zljubilo.
Ta priljubljenost se je nato povečala z uvedbo različnih zakonov, namenjenih zatiranju in urejanju nižjih slojev – zlasti nastajajočih trgovskih razredov, ki so se uveljavili kot glavni pokrovitelji gejš. Oba sta sčasoma zavzela velik del kupne moči na Japonskem, saj jima je status nižjega razreda omogočal določeno mero svobode pri okusu oblačenja in zabave, v nasprotju z družinami višjega razreda, ki niso imele druge izbire, kot da so se na način, ki velja za spoštljiv glede na njihov status.
Ko so okusi trgovskih razredov za kabuki in gejše postali zelo priljubljeni, so bili sprejeti zakoni za učinkovito kastriranje videza in okusa gejš in njihovih strank. To pa je imelo škodljiv učinek, saj je povzročilo porast priljubljenosti bolj prefinjenih in subverzivnih estetskih čutov znotraj teh razredov, kar je dodatno odtujilo kurtizane in njihove pokrovitelje od priljubljenosti in sodobnega okusa; uvedba zakonov o oblačenju je le še povečala priljubljenost gejš kot prefinjenih in modnih spremljevalk moških. Posledično so sčasoma kurtizane tako višjih kot nižjih stopenj začele izpadati iz mode, saj so veljale za načete in staromodne.
Do leta 1830 so gejše veljale za glavne modne in slogovne ikone v japonski družbi, ženske tistega časa pa so jih posnemale. Mnogi modni trendi, ki jih je začela gejša, so kmalu postali široko priljubljeni, nekateri pa se nadaljujejo še danes; nošenje haorija pri ženskah je na primer prva začela gejša iz tokijskega hanamačija Fukagava v zgodnjem 19. stoletju.
Šteje se, da obstaja veliko razvrstitev in vrst gejš, čeprav so bile nekatere pogovorne ali bližje navihanim vzdevkom kot uradni razvrstitvi. Nekatere gejše so spale s svojimi strankami, druge pa ne, kar je pripeljalo do razlikovanja, kot sta gejša 'kuruva' – gejša, ki je spala s strankami in jih zabavala z uprizoritvenimi umetnostmi - 'judžō' ("prostitutka") in 'džorō'. ("kurba") gejša, katere edina zabava za moške stranke je bil seks in mači gejša, ki uradno in v resnici sploh ni spala s strankami.
Do konca 19. stoletja kurtizane niso imele več statusa slavnih, kot so ga nekoč. »Za razliko od prejšnjih dvesto let, ko so umetniki... hvalili Jošivaro| [okrožje rdeče četrti Eda] kot okolje tako kulturne prefinjenosti in spolne osvoboditve ... umetniki 19. stoletja ... so to opisali z bolj kritičnimi, ciničnimi izrazi. Do začetka 20. stoletja je bila avra dostojanstva in elana, ki so ju nekoč izžarevale kurtizane, skoraj izgubljena in te ženske, mnoge od katerih so trpeli za spolno prenosljivo boleznijo, so bile bolj podobne spolnim sužnjem kot slavnim osebam. Ta trend se je nadaljeval vse do Zakona o preprečevanju prostitucije na Japonskem leta 1956.

#### Predvojne in medvojne gejše
Druga svetovna vojna je prinesla trajne spremembe v poklicu gejše; pred vojno je bilo število gejš, kljub konkurenci džokjū (dekleta iz kavarn, predhodnica poklica hostese v baru na Japonskem), kar 80.000 vendar po zaprtju vseh gejš okrožij leta 1944 so bile večinoma vse gejše vpoklicane v pravo vojno, pri čemer so mnoge našle delo v tovarnah ali drugje prek strank in pokroviteljev.
Čeprav so se gejše po vojni razmeroma hitro vrnile k karjūkaiju, so se mnoge odločile, da bodo ostale na svojih vojnih službah, saj so menile, da je to bolj stabilna oblika zaposlitve. Tako med vojno kot po njej je ime gejša izgubilo nekaj statusa, saj so se nekatere prostitutke začele omenjati kot »gejša dekleta« za pripadnike ameriške vojske, ki so okupirale Japonsko.

#### Povojna gejša
Leta 1945 so karjūkai opazile, da so bile omejitve glede njegovih praks odpravljene s ponovnim odprtjem čajnic, barov in hiš gejš (okija). Čeprav se mnoge gejše po vojni niso vrnile k hanamačijem, je bilo očitno, da je delo gejše še vedno veljalo za donosno in uspešno kariero, število pa se je hitro povečevalo. Velika večina gejš po vojni je bila starih od 20 do 24 let, saj so se mnoge upokojile v srednjih dvajsetih, potem ko so našle pokrovitelja – trend, prenesen iz predvojnega karjūkaija:
Tudi status gejše v japonski družbi se je po vojni močno spremenil. V 1920-ih in 1930-ih je potekalo veliko razprav o statusu gejše v hitro zahodnjaški japonski družbi. Nekatere gejše so začele eksperimentirati z nošenjem zahodnjaških oblačil na zarokah, učile so se plesati v zahodnjaškem slogu in strankam namesto sakeja stregle koktajle. Nekateri so na podobo »moderne« predvojne gejše gledali kot na neprofesionalno in izdajo podobe poklica, drugi pa kot na nujno spremembo in očitno evolucijo. Vendar pa so sedanji pritiski vojne hitro obrnili tok proti zahodnjaštvu, kar je pripeljalo do učinkovite opustitve najbolj radikalnih gejšinih eksperimentov v zahodnem slogu.
Po vojni so se gejše soglasno vrnile k nošenju kimona in prakticiranju tradicionalnih umetnosti ter opustile vse eksperimentalne gejšine sloge videza in zabave. To pa je vodilo do zadnjega udarca za sloves poklica kot modnega v širši družbi; čeprav gejše niso doživele hitrega upada in morebitne smrti, kot so jo doživele kurtizane v prejšnjem stoletju, so bile namesto tega prikazane kot »zaščitnice tradicije« v prid ohranjanju podobe, ki so jo gejše gojile skozi čas.
Kljub temu so se poklicne prakse v desetletjih po vojni še nekoliko spremenile. Po uvedbi zakona o preprečevanju prostitucije leta 1956 je gejšam koristila uradna kriminalizacija praks, kot je mizuage, praksa, ki so jo nekateri maiko na večinoma predvojnem Japonskem včasih izvajale prisilno ali na silo. Kljub temu se napačno prepričanje, da so gejše na neki ravni prostitutke in da je mizuage običajna praksa, nadaljuje, netočno, do danes.
Ko je Japonska izgubila vojno, so se gejše razpršile in poklic je bil v razsulu. Ko so se med okupacijo ponovno združile in začele cveteti v 1960-ih med povojnim gospodarskim razcvetom Japonske, se je svet gejš spremenil. V sodobni Japonski se deklet ne prodaja v najemniško službo. Dandanes je spolno življenje gejše njena zasebna zadeva.
Od leta 1930 naprej je vzpon hostese bara džokjū začel zasenčiti gejšo kot prvovrsten poklic zabave na zabavah in izletih za moške. Leta 1959 je Standard-Examiner poročal o stiski gejš v članku, ki ga je za revijo Bungei Šunju napisal japonski poslovnež Cûsai Sugavara. Sugavara je izjavil, da dekleta zdaj »raje [rdeče] postanejo plesalke, manekenke in hostese v kabarejih in barih, namesto da bi začele s šolanjem glasbe in plesa pri sedmih ali osmih letih«, kar je bilo potrebno, da bi takrat postale gejše.
Zakoni o obveznem izobraževanju, sprejeti v 1960-ih, so dejansko skrajšali obdobje usposabljanja za vajence gejš, saj deklet ni bilo več mogoče sprejeti v mladosti, da bi jih usposabljali v najstniških letih. To je povzročilo upad žensk, ki so vstopile v poklic, saj je večina okija zahtevala, da je novinka vsaj nekoliko kompetentna in usposobljena za umetnost, ki jo bo kasneje uporabljala kot gejša; približno leta 1975 so matere okija v Kjotu začele sprejemati tako rekrute iz različnih območij Japonske v večjem številu kot rekrute z malo ali nič predhodnih izkušenj s tradicionalnimi umetnostmi. Pred to točko se je število maiko v letih 1965–1975 zmanjšalo z 80 na samo 30.
Do leta 1975 je bila povprečna starost gejš v okrožju Ponto-čō v Kjotu približno 39 let, velika večina pa je bila starih 35–49 let. Tudi populacija gejš je bila v tem času presenetljivo visoka, približno enaka številu mladih žensk v tem poklicu; gejše se niso več upokojile mlade, ko so našle pokrovitelja in je bilo manj verjetno kot druge ženske iste starosti, da bodo imele otroke in razširjeno družino, ki bi jih preživljala. Leta 1989 je New York Times poročal, da je po celotni Japonski po ocenah ostalo 600-700 gejš.

#### Gejše danes
Sodobne gejše večinoma še vedno živijo v okija, s katerimi so povezane, zlasti med vajeništvom, in morajo biti po zakonu registrirane v enem, čeprav tam morda ne živijo vsak dan. Številne izkušene gejše so dovolj uspešne, da se odločijo za neodvisno življenje, čeprav je samostojno življenje pogostejše v nekaterih okrožjih gejši – na primer v Tokiu – kot v drugih.
Gejše pogosto najemajo, da se udeležijo zabav in srečanj, tradicionalno v čajnicah ali tradicionalnih japonskih restavracijah (rjōtei). Zaračunavanje časa gejše, ki je bilo prej določeno s časom, potrebnim za sežiganje ene dišeče paličice (znano kot senkōdai (線香代, »prispevek za dišečo paličico«) ali gjokudai (玉代, »prispevek za dragulj«), je bilo posodobljeno v 19. stoletja na pavšalno plačilo na uro. V Kjotu se izraza ohana (お花) in hanadai (花代) (oba pomenita »pristojbina za rože«) uporabljata namesto tega kot del kjotskega narečja. Vendar pa sestanki in dogovori še vedno opravi mati hiše (okasan) prek uradnega matičnega urada (kenban (検番)), ki vodi evidenco tako o sestankih, ki jih sprejme gejša, kot o njenem urniku.
V sodobni Japonski so gejše in njihovi vajenci redkejši prizor zunaj hanamači ali čajagai (茶屋街, »okrožje čajnic«, pogosto imenovano »okrožje zabave«); večina opažanj gejš in maiko v mestih in okolici, kot je Kjoto, so dejansko turisti, ki plačajo pristojbino, da se čez dan oblečejo v maiko ali gejšo, kar je praksa, znana kot henšin.
Sčasoma se je število gejš zmanjšalo, kljub prizadevanjem strokovnjakov. Dejavniki vključujejo naravo gospodarstva, upadanje zanimanja za tradicionalne umetnosti, ekskluzivno in zaprto naravo karjūkaija in stroške zabave z gejšami. Število maiko in gejš v Kjotu je padlo iz 76 in 548 leta 1965 na samo 71 oziroma 202 leta 2006.
Vendar pa se je po pojavu širše dostopnosti interneta od sredine 2000-ih naprej večje število novink odločilo, da se bodo pridružile poklicu brez obstoječih vezi s karjūkai z gledanjem spletnih dokumentarcev in branjem spletnih strani, ki jih je postavila okija za promocijo svojih poslov; dokumentarni deli običajno navdihnejo mlade ženske, da se pridružijo poklicu, kot je gejša Sacuki, ki je kasneje postala najbolj priljubljena gejša v Gionu za obdobje sedmih let:
 [Gejša] Sacuki se je prvič začela zanimati za kagai, ko je bila srednješolka v Osaki, pri približno 14 letih, potem ko je videla dokumentarec o maikinem treningu. »Slišal sem že za maiko, toda ko sem videla dokumentarec, sem pomislila – to želim narediti«.
V zadnjih letih se vse več gejš pritožuje oblastem, da jih zasledujejo in nadlegujejo skupine turistov, ki se želijo fotografirati z njimi na sprehodu. Kot rezultat so bili turisti v Kjotu opozorjeni, naj ne nadlegujejo gejš na ulicah, lokalni prebivalci mesta in podjetja na območjih, ki obdajajo hanamači iz Kjota, pa so sprožili patrulje po celotnem Gionu, da bi preprečili turistom, da bi to storili.

## Videz
Videz gejše se skozi njeno kariero simbolično spreminja, kar predstavlja njeno izobrazbo in delovno dobo. To pomeni spremembe pričeske, lasnih dodatkov in stila kimona.

### Ličenje
Tako maiko kot gejša nosita tradicionalno belo podlago, znano kot oširoi; v preteklosti bi ta bela ličila - prej izdelana iz svinca - osvetlila obraz gejše, ko je bila edina razpoložljiva osvetlitev svetloba sveč. Oširoi se nosi z rdečimi in črnimi ličili za oči in obrvi, rdečimi ustnicami in svetlo roza rdečilom. Tako maiko kot gejša si podlakirata ustnice z rdečo šminko, znano kot beni, vendar vajenka prvega letnika gejše pobarva le spodnjo ustnico in nosi manj črne okoli oči in obrvi kot starejše maiko. Mlajše vajenke si lahko pobarvajo obrvi nekoliko krajše ali okrogle, da poudarijo mladosten videz. Maiko nosijo opazno več rdečila – znanega kot tonoko – kot gejše.[40] Mladim vajenkam lahko pri ličenju pomagata mati hiše ali mentorica njihove »starejše sestre«.
Gejše nosijo več črnine okrog oči in obrvi kot maiko, starejše gejše pa običajno nosijo samo cel obraz s tradicionalnim belim ličenjem med nastopi na odru ali ob posebnih priložnostih; starejše gejše običajno nehajo nositi oširoi približno istočasno, ko prenehajo nositi hikizuri na zabavah.
Kratko obdobje, preden postanejo gejše, si maiko v nekaterih okrožjih z gejšami pobarvajo zobe v črno, običajno pa nosijo frizuro sakkō in okrašen črn formalni kimono. Črnenje zob je bilo nekoč običajna praksa med poročenimi ženskami na Japonskem in na cesarskem dvoru v prejšnjih časih, zdaj pa je to izjemno redka praksa.

### Obleka
Gejša in maiko med delom vedno nosita kimono in običajno nosita kimono tudi izven službe. Vendar se vrsta kimona razlikuje glede na starost, priložnost, regijo in letni čas.

#### Maiko
Tako maiko kot gejša nosita ovratnik na svojem kimonu razmeroma daleč nazaj, pri čemer je poudarjen (za maiko) rdeči ovratnik spodnjega kimona (džuban) in vidni (tako za maiko kot gejšo) dve ali tri proge gole kože (eri-aši oziroma sanbon-aši) levo tik pod lasno linijo, ko nosijo oširoi.
Tako gejše kot vajenke običajno nosijo kimono, znano kot hikizuri (znano tudi kot susohiki, ki ima zelo dolga, vlečna krila). Ti kimoni imajo ovratnik, ki je nagnjen bolj nazaj v vrat, in rokave, ki so neenakomerno pritrjeni na telo kimona. Lastnosti omogočajo, da se ovratnik med nošenjem potegne še navzdol, pri čemer so rokavi – ki imajo tako kot pri vseh ženskih kimonih odprt del pod ramo – nastavljeni tako, da pazduha ni nerodno izpostavljena.
Hikizuri so formalni kimoni in so skoraj vedno izdelani iz fine svile. Njihovi vzorci na splošno sledijo postavitvi motivov na formalnem kimonu, kot sta hōmongi in irotomesode, z motivi, ki so nesimetrično nameščeni vzdolž roba in vzdolž ramen. Za izjemno formalne priložnosti so vidni črni hikizuri, ki spominjajo na kurotomesode.
Ker gre za formalna oblačila, se za hikizuri ne uporabljajo neformalne tkanine, kot so svila, bombaž, lan in poliester. Kot običajni ženski kimoni so tudi hikizuri večino leta podloženi, v poletnih mesecih pa brez podloge; pozimi se lahko uporabljajo težje formalne tkanine, kot je rinzu, poleti pa se lahko nosijo lahke svilene tkanine, kot je ro (navadna vezava z vmesnimi linijami leno vezave). Ko so izven službe, če nosijo kimono, tako gejše kot njihove vajenke nosijo običajen kimono, ki se ne vleče.
Maiko nosijo hikizuri z rokavi v slogu furisode, z zavihkom, všitim v obeh rokavih in zavihkom, všitim v vsako ramo. Ti zavihki so ostanki iz časa, ko je maiko večino svojih najstniških let preživela kot vajenka; zavihke bi izpustila, ko bi rastla. Te gube še vedno opazimo na nekaterih otroških kimonih.
Maiko hikizuri so ponavadi barviti in bogato okrašeni, pogosto imajo dizajn, ki se nadaljuje znotraj roba kimona. Slog tega kimona se razlikuje v različnih regijah; vajenke v Kjotu običajno nosijo velike, a redko postavljene motive, medtem ko se vajenke drugje pojavljajo v kimonu, podobnem navadnemu furisodu, z majhnimi, živahnimi vzorci, ki pokrivajo večje območje. V nasprotju z gejšami, ki imajo skoraj vedno kimono, ki ga nosijo na zarokah, vajenke gejše običajno nimajo lastnega kimona in si namesto tega izposodijo kimono od svoje okije. To je zato, ker so povsem novi formalni maiko hikizuri izjemno dragi in je malo verjetno, da bi si jih bo vajenka lahko privoščila. Vajenka se lahko tudi odloči, da ne bo postal gejša, in izstopi, tako da ostane z dragim kosom oblačila, ki ga njena okija ne more uporabiti za svoje druge vajenke. Številne okije imajo kot take več kimonov in obijev, ki jih uporabljajo njihove vajenke in jih uporabljajo že več let, nekateri pa so znani po svojih značilnih oblikah. Nekdanji kosi maiko se lahko prodajo naprej, ko se štejejo za preveč obrabljene za uradne zaroke ali ko se okija zapre in se odloči prodati svojo zalogo kimonov in obijev. V takšnih okoliščinah je včasih mogoče prepoznati okijo, ki ji je kos prej pripadal, kot je v primeru darari obija, ko okijev grb vtkan, pobarvan ali izvezen na enem koncu obija.
Vajenke nosijo dolge formalne obije. Za vajenke v Kjotu je to skoraj vedno darari (lit. 'viseči') obi, vrsta obija, dolgega približno 6 metrov, drugje pa je lahko krajši in ožji fukuro obi. Darari obi se vedno nosijo v vozlu, ki kaže dolžino, medtem ko vajenke drugod nosijo vozle fukura-suzume in han-dara (lit. 'polviseči'). Če vajenka obleče ležerni kimono izven službe, lahko še vedno nosi nagoya obi, tudi z jukato.
Vajenke nosijo zori  (japonski sandali) ali okobo (japonski leseni sandal)s svojim kimonom, pri čemer se okobo nosi (vsaj v Kjotu) z vsemi formalnimi kimoni. Za trening in v vsakdanjem življenju se nosijo zōri, tudi če nosijo ležeren kimono s kratkimi rokavi, kot sta komon in jukata.

#### Gejša
Gejše nosijo kimono z bolj umirjenim vzorcem in barvo kot običajni ženski kimono in kimono, ki ga nosijo vajenke gejše. Gejše vedno nosijo kimono s kratkimi rokavi, tudi če so tehnično še vedno dovolj mlade, da nosijo furisode, saj nošenje rokavov v slogu furisode velja za znak vajeništva.
Vse gejše ne nosijo hikizurija; starejše gejše na zarokah običajno nosijo običajni formalni kimono, brez vlečnega krila ali globoko vstavljenega ovratnika. Videz regionalnih gejš se po Japonski manj razlikuje od videza vajenk.
Gejše nosijo svoj obi v slogu nijuudaiko musubi – taiko musubi (boben vozel), vezan s fukuro obi; gejše iz Tokia in Kanazave prav tako nosijo svoj obi v slogu janagi musubi (vrbov vozel) in slogu cunodaši musubi. Čeprav lahko gejša nosi hakata-ori obi (tradicionalni tekstil) v poletnih mesecih, ga lahko gejša iz Fukuoke – od koder blago izvira – nosi vse leto.
Gejše nosijo izključno enobarvne bele han-eri in nosijo geta ali zōri, ko nosijo kimono.

### Pričeska
Pričeske gejš so se skozi zgodovino spreminjale. V 17. stoletju se je razvila pričeska šimada, ki je postala osnova za frizure, ki so jih nosile tako gejše kot maiko. Ko se je poklic gejše prvič pojavil, so edikti o oblačenju gejšam preprečevali, da bi nosile dramatične pričeske, ki jih nosijo kurtizane, kar je privedlo do umirjene narave večine gejšinih pričesk.
Po drugi svetovni vojni številni frizerji, ki so prej služili karjūkai, niso več delovali, kar je privedlo do ponovnega razvoja frizur za gejše in maiko. Gejša, ki se ni mogla zanesljivo naročiti pri frizerju enkrat na teden, da bi ohranila svojo pričesko, je začela nositi lasulje iz človeških las v slogu šimada, ki zahtevajo veliko manj preoblikovanja. Pričeske maiko, ki so še vedno uporabljale lastne lase vajenke, so postale širše, postavljene višje na glavo in krajše po dolžini.
Maiko nosi pet različnih pričesk, ki označujejo različne stopnje njenega vajeništva. Pričeska nihongami z lasnimi okraski kanzaši je najtesneje povezana z maiko, ki vsak teden ure preživi pri frizerju in spi na posebnih blazinah (takamakura), da ohrani dovršen stajling. Maiko lahko razvije plešo na temenu, ki je posledica stresa zaradi skoraj vsakodnevnega nošenja teh pričesk, vendar je v današnjem času manj verjetno, da se bo to zgodilo zaradi poznejše starosti, pri kateri maiko začnejo svoje vajeništvo. Maiko v nekaterih okrožjih Kjota lahko nosi tudi dodatne, drugačne pričeske, preden postane gejša.
Dandanes gejše nosijo različne šimade, znane kot čū taka šimada – sploščena, bolj elegantna različica bunkin taka šimada, ki se nosi kot poročna lasulja na tradicionalnih porokah. Čeprav gejše nosijo to pričesko tudi kot lasuljo, jo stilist za lasulje običajno oblikuje posebej za njihov obraz. Starejše gejše lahko ob posebnih priložnostih nosijo slog cubuši taka šimada, ki ima bolj ploščato figo (mage) kot stila bunkin taka šimada in čū taka šimada.
Pričeski maiko in gejše sta okrašeni z lasnimi glavniki in sponkami (kanzaši), pri čemer gejše nosijo veliko manj kanzašijev kot maiko. Slog in barva lasnih dodatkov, ki se nosijo z nekaterimi pričeskami maiko, lahko pomenijo stopnjo vajenkinega usposabljanja. Tipični glavniki in sponke za lase so lahko izdelani iz želvinega oklepa ali lažne želve, zlata, srebra in poldragih kamnov, kot sta žad in korale.

## Tradicionalne predstave
Gejša zabava svoje goste s kombinacijo svojih voditeljskih in pogovornih veščin ter svojih veščin tradicionalnih japonskih umetniških oblik plesa, glasbe in petja. Preden se odločijo začeti kariero gejše, se na splošno pričakuje, da se novinke zanimajo za umetnost in imajo nekaj izkušenj; ker pa je število gejš skozi desetletja padlo, to ni več strogi pogoj. Nekateri okija bodo vzele nabornice brez predhodnih izkušenj, od nekaterih mladih gejš pa se pričakuje, da bodo kljub obstoječim izkušnjam začele s poukom od začetka.
Plesni slog, ki ga danes izvajajo gejše, se je razvil iz plesnih slgoov, ki se uporabljajo v gledališču noh in kabuki. Sčasoma so se bolj pretirani gledališki slogi razvili v subtilno in bolj stilizirano obliko plesa, ki se uporablja danes; kljub razliki se elementi tradicionalnega japonskega plesa, kot je uporaba kretenj za pripovedovanje zgodbe in simbolika, ki se uporablja za predstavljanje tega, prepletajo v obeh kot skupna lastnost.
Te plese spremlja tradicionalna japonska glasba. Primarni inštrument, ki ga gejše uporabljajo za spremljanje plesa je šamisen, tristrunski inštrument podoben bendžu, na katerega igrajo s plektrom. Izvira iz Kitajske kot sanšjian, na Japonsko pa je bil najprej uveden prek Koreje, nato pa na Otočje Rjukju v 1560-ih letih, svojo današnjo obliko pa je dobil v enem stoletju. Šamisen je kmalu postal glavno orodje za zabavo gejš v 1750-ih. Opisuje se, da ima izrazit in melanholičen zvok, pri čemer tradicionalna glasba šamisen v svoji kompoziciji uporablja le male terce in sekste.
Vse gejše se morajo naučiti igrati šamisen, poleg dodatnih inštrumentov, ki ga pogosto spremljajo, kot sta cuzumi (majhen ramenski boben) in fue (vrsta flavte), med vajeništvom, pa tudi z učenjem tradicionalnega japonskega plesa; vendar pa lahko gejše po diplomi do statusa gejše svobodno izberejo, kateri umetniški obliki želijo predvsem slediti. Gejše, ki se ukvarjajo z glasbo, so znane kot džikata (地方, »oseba, ki sedi na tleh, ko igra instrumente in poje«) gejše, medtem ko so gejše, ki se ukvarjajo s plesom, znane kot tačikata (立方, »stoječa oseba«) gejša. Nekatere gejše ne le plešejo in igrajo glasbo, ampak tudi pišejo pesmi, slikajo slike ali komponirajo glasbo.

### Javni nastopi
Medtem ko so gejše tradicionalno živele v samoti, so v zadnjih letih postale bolj vidne v javnosti in zabava je na voljo, ne da bi zahtevali tradicionalno predstavitev in povezave.
Najvidnejša oblika tega so javni plesi ali odori (običajno zapisani v tradicionalnem črkovanju kana kot をどり, namesto sodobnega おどり), v katerih nastopata tako maiko kot gejša. Vsako leto jih prirejajo vsi kjotski hanamači (večinoma spomladi, eden pa izključno jeseni), vse do razstave v Kjotu leta 1872. Predstav je veliko, pri čemer so vstopnice poceni in se gibljejo od približno 1500 do 4500 ￥. Vstopnice po najvišji ceni vključujejo tudi izbirno čajno slovesnost (čaj in vagaši, ki ga streže maiko) pred predstavo. Tudi drugi hanamačiji prirejajo javne plese, vključno z nekaterimi v Tokiu, vendar imajo manj predstav.
V svetišču Kitano Tenman-gū poteka letna čajna slovesnost na prostem (nodate (野点)) med festivalom slivovih cvetov (baikasai (梅花祭)) vsakega 25. februarja. Med to slovesnostjo gejša in maiko iz okrožja Kamišičiken v severozahodnem Kjotu postrežejo čaj 3000 gostom. Od leta 2010 v poletnih mesecih v pivskem vrtu v gledališču Kamishichiken Kaburenjo strežejo tudi pivo. Še en pivski vrt gejša je na voljo v rjokanu Gion Šinmonso v okrožju Gion. Ti pivski vrtovi imajo tudi tradicionalne plese gejš ob večerih.

## Gejša v japonski družbi
Gejše v širši japonski družbi veljajo za ene najuspešnejših poslovnih žensk na Japonskem, pri čemer so skoraj vsi karjūkai v lasti in jih vodijo ženske. Nove gejše večinoma trenirajo njihove simbolične matere in starejše sestre, zaroke pa ureja mati hiše. Moški redko zavzamejo pogojne položaje znotraj karjūkaija, kot so frizerji, garderoberji (znani kot otokoši, saj oblačenje maiko zahteva veliko moči) in računovodje. Vodje (iemoto) nekaterih plesnih in glasbenih šol, v katerih se gejše izobražujejo, so lahko tudi moški, z nekaterimi ovirami pri vstopu žensk, da bi dosegle zapuščino vodje umetniške šole.
 Sistem gejša je bil pravzaprav ustanovljen za spodbujanje neodvisnosti in ekonomske samozadostnosti žensk. In to je bil njen navedeni namen in to je dejansko odlično dosegel v japonski družbi, kjer je bilo zelo malo poti za ženske, da bi dosegle to vrsto neodvisnosti. 
V preteklosti je bila večina žensk na Japonskem žena, ki zaradi družinskih obveznosti ni mogla delati. Gejša pa bi lahko dosegla neodvisnost tako, da bi delala za poplačilo svojih dolgov, zaradi česar je bil poklic ena od metod za ženske, da se preživljajo, ne da bi postale žene. Še več, gejša, izbrana za naslednico (atotori) hiše gejš, bi imela stabilno zaposlitev večji del svojega življenja in vodila okijo skozi celotno kariero do naslednje generacije.
Sčasoma so nekatere japonske feministke videle gejše kot izkoriščane ženske, nekatere sodobne gejše pa sebe vidijo kot osvobojene feministke: »Najdemo svojo pot, ne da bi opravljali družinske obveznosti. Ali niso to feministke?«

### Gejša in moški gostje
Zgodovinsko gledano je bila gejša privlačna predvsem za moške goste kot ženska zunaj vloge "žene". Žene so bile skromne, odgovorne in včasih mračne, medtem ko so bile gejše lahko igrive in brezskrbne. Gejša se je občasno poročila z svojimi strankami, vendar je poroka dejansko zahtevala upokojitev.
Čeprav so bile v prejšnjih desetletjih razmeroma neobičajne, se na zabave z gejšami ne razume več kot na zabavo izključno moških gostov, ženske pa se običajno udeležujejo zabav skupaj z drugimi moškimi gosti. Čeprav bo gejša še vedno elegantno koketirala in zabavala moške goste, se to razume kot del gejšinih veščin gostovanja in zabave in se ne jemlje kot resen znak osebnega interesa.

### Gejša in odnosi
Kljub dolgotrajni konotaciji med seksom in gejšami se gejšino spolno in ljubezensko življenje običajno razlikuje od njenega poklicnega življenja.
Gejše niso podrejene in podrejene, ampak so v resnici nekatere finančno in čustveno uspešnejše in najmočnejše ženske na Japonskem, kar je že tradicionalno. — Mineko Iwasaki in interview, Boston Phoenix
Večina gejš je samskih žensk, čeprav imajo lahko sčasoma ljubimce ali fante in jim je dovoljeno, da ta razmerja vzpostavljajo zunaj mecena. Danes so nekatere gejše poročene in še naprej delajo kot gejše, čeprav je to neobičajno; te gejše bodo verjetno imele sedež v regijah zunaj Kjota, saj njegova močno tradicionalistična okrožja gejš verjetno ne bodo dovolila delati poročeni gejši.

### Gejša in prostitucija
Gejše so v zgodovini povezovali s prostitucijo in jih pogosto zamenjevali s prostitutkami, čeprav je bilo temu poklicu od njegovega začetka večinoma prepovedano prejemati plačilo za spolne odnose. Kljub temu so se nekatere gejše v zgodovini ukvarjale s prostitucijo, bodisi po lastni izbiri bodisi s prisilo in včasih s silo.
Leta 1872, kmalu po obnovi Meidži, je nova vlada sprejela zakon, ki je osvobodil »prostitutke (šōgi) in gejše (geigi)«, pri čemer je oba poklica dvoumno združil. Pogoji zakona so povzročili polemike zaradi nejasnega razlikovanja med posameznimi poklici, pri čemer so nekateri uradniki trdili, da prostitutke in gejše delajo na različnih koncih istega poklica in da bi bilo malo razlike, če bi vse prostitutke imenovali "gejša". Kljub temu je vlada vzdrževala uradno razlikovanje med obema poklicema in trdila, da gejše ne bi smeli zamenjevati s prostitutkami.
Čeprav je zakon uradno ohranjal distanco med gejšami in prostitutkami, so se nekatere gejše še vedno ukvarjale s prostitucijo. Nekdanja gejša Sajo Masuda je leta 1956 pisala o svojih izkušnjah v onsen mestu Suva v prefekturi Nagano, kjer jo je mati njene okije večkrat prodala za njeno nedolžnost. Takšne prakse so lahko običajne v manj uglednih okrožjih gejš, kjer so zlasti onsen mesta znana po tako imenovanih »dvojno registriranih« gejšah (izraz za zabavljača, registriranega kot gejša in prostitutka). Gejša, ki je delala, da bi poplačala svoje obstoječe dolgove materi hiše, pogosto ni imela druge izbire, kot da se je lotila prostitucije, pa naj jo je v to prisilila njena poklicna »mati« ali pa je bila v to prisiljena, da bi poplačala svoje dolgove. 
Leta 1956 in po njegovi uveljavitvi leta 1958 je zakon o preprečevanju prostitucije (Baipun-bōši-hō) kriminaliziral veliko večino prostitucije, kar je v bistvu vodilo k prepovedi praks, kot je mizuage za gejše. Dandanes mizuage ne obstaja in vajenke svojo diplomo do statusa gejše zaznamujejo z vrsto slovesnosti in dogodkov.
Kljub temu je sodobna mešanica med gejšami in prostitutkami še naprej razširjena ideja, zlasti v zahodni kulturi. Sheridan Prasso je zapisal, da so imeli Američani »napačen vtis o resničnem svetu gejš […] gejša pomeni 'oseba umetnosti', ki je usposobljena za glasbo in ples, ne pa za umetnost spolnega užitka«. Podobno je K.G. Henshall je izjavil, da delo gejše vključuje »[zabavanje] njihove stranke, pa naj bo to s plesom, recitiranjem verzov, igranjem na glasbene inštrumente ali lahkim pogovorom. Zaroke gejše lahko vključujejo spogledovanje z moškimi in igriva namigovanja; vendar stranke vedo, da nič več ni mogoče pričakovati. V družabnem slogu, ki je običajen na Japonskem, se moški zabavajo z iluzijo o tem, kar se nikoli ne bo.« 

### Dannapartnerstvo
V preteklosti je bila neizrečena tradicija, da je uveljavljena gejša vzela danna ali pokrovitelja, ki bi plačal njene stroške, kupil njena darila in jo angažiral na bolj osebni ravni – včasih tudi seksu – kot na banketu ali bi stranka dovolila. To bi veljalo za znak človekove radodarnosti, bogastva in statusa, saj so bili stroški, povezani s tem, da si gejša, relativno visoki; kot tak je bil danna običajno bogat človek, včasih poročen, ki je morda finančno podpiral zadevno gejšo prek stroškov podjetja.
Dandanes je redkeje, da bi gejša vzela danna, zgolj zaradi stroškov, ki so povezani z njo, in malo verjetnosti, da bi sodoben človek lahko preživljal svoje gospodinjstvo in stroške življenja gejše. Kljub temu je bilo še vedno običajno, da so se gejše umaknile iz poklica v svojih srednjih dvajsetih in živele od podpore svojega pokrovitelja po drugi svetovni vojni. Praksa se nadaljuje še danes, čeprav gejše danna ne jemljejo nikjer tako pogosto in čeprav se intimnost v danna partnerstvu v prejšnjih desetletjih ni štela za bistvenega pomena, je v sodobnem času cenjena v veliko večji meri zaradi formalne narave partnerstva, predanost in zavedanje obeh strani, kako drago je lahko. Prevzem pokrovitelja s strani gejše je najbližje plačanemu nadomestilu za osebno partnerstvo – karkoli to partnerstvo že vključuje – v katerega je gejša danes uradno vključena.